# 리처드 제프리
리처드 칼 제프리(Richard Carl Jeffrey, 1926년 8월 5일 ~ 2002년 11월 9일)는 미국의 철학자, 논리학자, 확률 이론가이다. 그는 급진적 확률론 의 철학과 제프리 컨디셔닝(Jeffrey Conditioning )이라고도 하는 발견법 을 개발하고 옹호하는 것으로 가장 잘 알려져 있다.
매사추세츠 주 보스턴 에서 태어난 제프리는 제2차 세계 대전 중 미 해군 에서 복무했다. 대학원생으로서 그는 카르나프와 헴펠 밑에서 공부했다. 1952년 시카고 대학교 에서 석사 학위를, 1957년 프린스턴에서 복사 학위를 받았다. MIT, 뉴욕시립대학, 스탠포드대학, 펜실베니아대학 에서 교직을 맡은 후 1974년 프린스턴대학 교수로 부임하여 1999년 명예교수 가 되었다. 그는 또한 캘리포니아 대학교 어바인의 방문 교수였다.
76세의 나이로 폐암으로 세상을 떠난 제프리는 유머 감각으로 유명했는데, 이는 종종 그의 경쾌한 글쓰기 스타일에서 나타났다.
철학자로서 제프리는 인식론과 결정 이론을 전공했다. 그는 확률에 대한 베이지안 접근 방식을 옹호하고 발전시킨 것으로 가장 잘 알려져 있다.
제프리는 또한 널리 사용되고 영향력 있는 두 가지 논리 교과서를 저술 하거나 공동 저술했다.

## 같이 보기
- 베이즈주의 인식론